# GR-84
El GR-84, también conocido como Montaña de Sanabria, es un sendero de Gran Recorrido, de diseño circular, que fue proyectado en 2007 por la Fundación Patrimonio Natural y la Red de Espacios Naturales de la Junta de Castilla y León.  Ofrece el acercamiento a la naturaleza para disfrutar de los valores ambientales del parque natural del Lago de Sanabria y Alrededores y conocer las pequeñas localidades por las que transcurre el sendero.

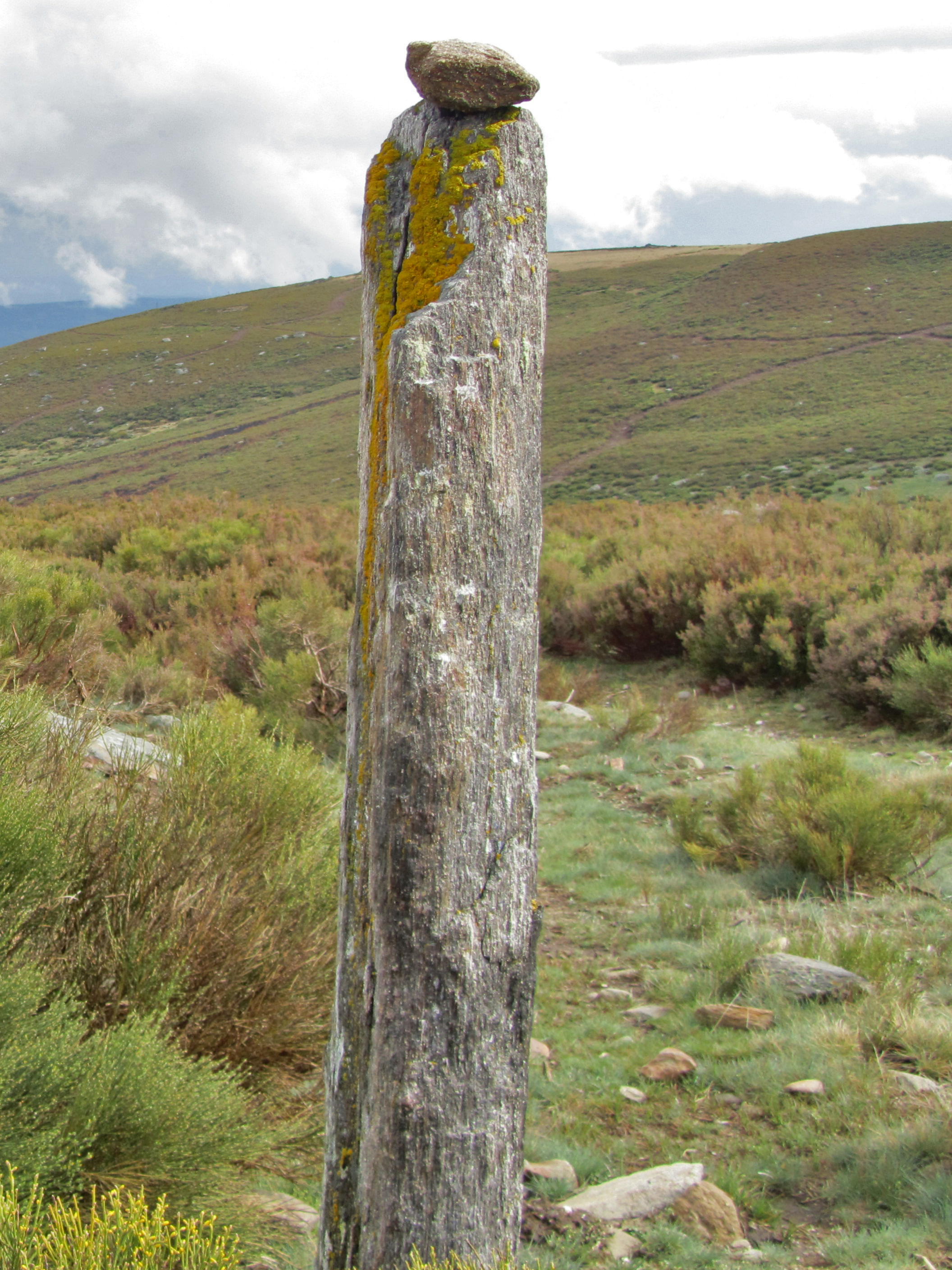
Hito en las sierra de Sanabria

## Características
Está señalizado con las marcas características de este tipo de sendero, dos franjas horizontales de colores blanco y rojo, conciliando las disposiciones previstas en el "Manual de Senderos de la Federación de Deportes de Montaña, Escalada y Senderismo de Castilla y León" con el "Manual de Señalización de los Espacios Naturales Protegidos de la Comunidad de Castilla y León".
Las señales aparecen pintadas sobre troncos de árboles, piedras o antiguos hitos serranos (grandes lajas de piedra hincadas verticalmente), que se colocaban en las cañadas del ganado trashumante y servían a los pastores sanabreses para orientarse en la sierra durante los días de grandes nevadas o espesas nieblas. En el municipio de Porto, estas señalizaciones consisten en pequeñas construcciones de argamasa y se denominan perrizolas.
La diferencia de nivel es de más de mil metros, tomando como referencia  el punto de origen y las altas cotas de la Sierra de la Cabrera y la Sierra Segundera. El senderista debe llevar la equipación adecuada para enfrentarse a una ruta de montaña.
Los diseñadores del sendero de Gran Recorrido sugieren que este se puede llevar a cabo en seis días. 

## Recorrido
El GR-84, salvo excepciones en tres de sus etapas, en su inmensa mayoría transcurre dentro de los límites del espacio natural. Se inicia y termina en la Casa del Parque del Monte Gándara, 2.º Centro de Interpretación del parque natural del Lago de Sanabria y Alrededores en Rabanillo, pedanía del municipio de Galende.  
- 1.ª jornada:

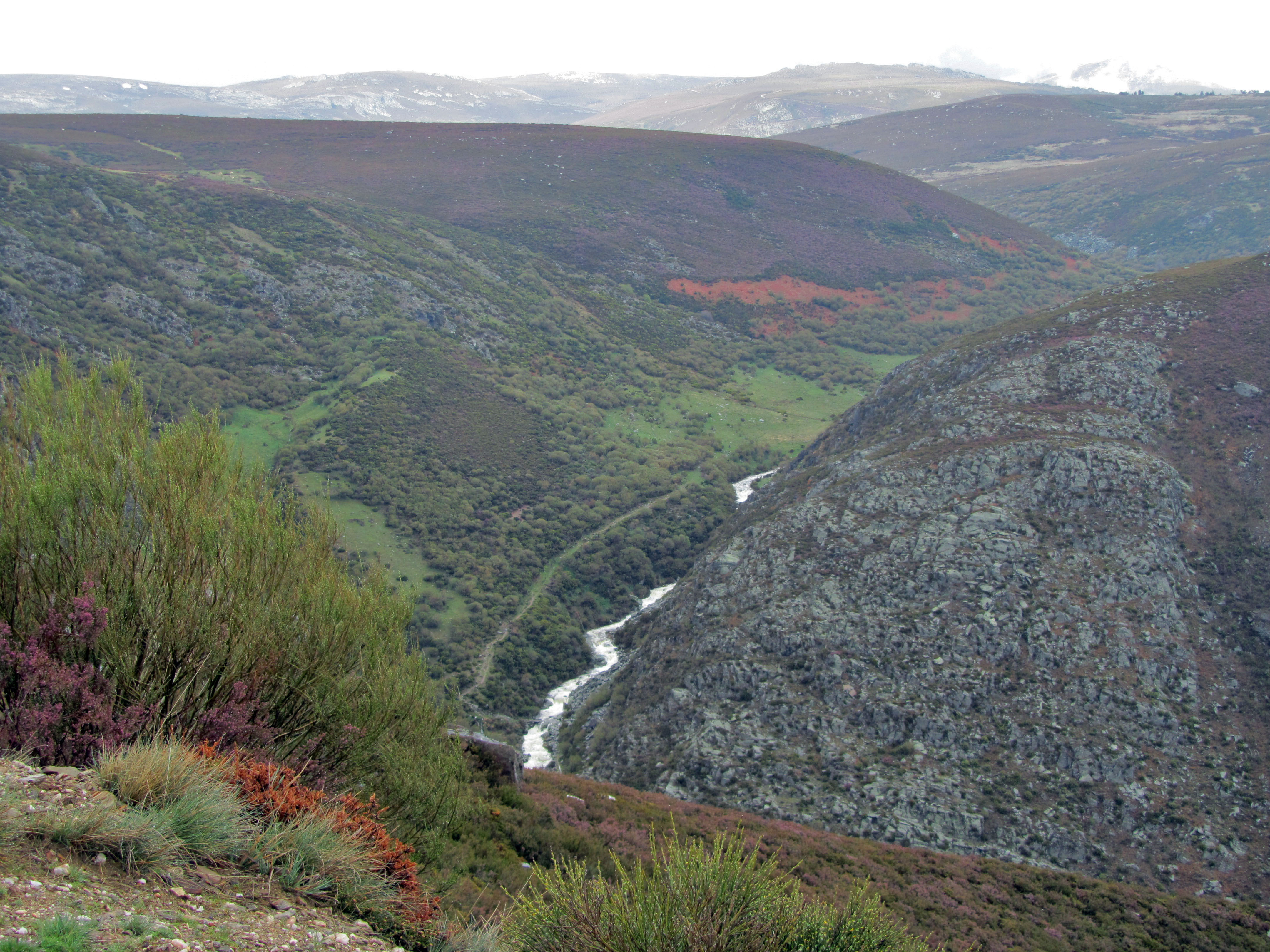
Cañón del río Forcadura

Desde la Casa del Parque, en Rabanillo, hasta el Refugio de la Laguna de las Yeguas, en la Majada de la sierra de Murias, pedanía del municipio de Trefacio.
Transcurre por los caminos tradicionales, recorre una pequeña parte de la ribera del Tera, atraviesa los pueblos de Galende, Pedrazales y Vigo y, desde este, asciende por el cañón del río Forcadura hasta la Laguna de las Yeguas.
Núcleos urbanos que cruza: Galende, Pedrazales y Vigo.
- 2.ª jornada:

Desde la Majada de Murias hasta el Refugio de Ríopedro.
Se ascienda por la antigua vía pecuaria, dirección NO, cruza el altiplano de La Plana (2.028 m) hasta llegar al valle del río Tera, circundado por las altas cumbres de las sierra en este extremo, Peña Vidulante (2.046 m) y Peña Trevinca (2.127 m.).
Núcleos urbanos que cruza: ninguno.
- 3.ª jornada:

Desde el Refugio de Río Pedro hasta Porto.
Esta etapa, en dirección SO, bordea la vertiente oriental de la Sierra de Segundera, con sus cumbres de Moncalvo (2.044 m) y Moncalvillo (2.028 m), hasta adentrarse en el valle por el que corre el regato de Valdeinfierno, que más abajo verterá sus aguas en el arroyo del mismo nombre, bajo la sierra Valdespino. Siguiendo su curso se llega a la localidad de Porto, 1.205 m s. n. m.
Núcleos urbanos que cruza: Porto.
- 4.ª jornada:

Desde Porto hasta el Refugio Laiol.
Desde Porto comienza la etapa en dirección sur, cruzando el arroyo Valdesirgas para ascender por la Majada de los Curas a las lagunas de Cancelos, 1.644 m s. n. m. Desde aquí, cresteando primero en dirección sur hasta las estribaciones del Sistral (1.769 m), y luego, en dirección SE, pasando por las lagunas de Verea, 1.580 m s. n. m., y por el Pico Fuente Zamorana, (1729 m), hasta las lagunas de Campo Laiol, 1.530 m s. n. m., a los pies del pico Valdecasares (1.845 m).
Núcleos urbanos que cruza: ninguno.
- 5.ª jornada:

Desde el Refugio Campo Laiol hasta el Refugio de la Odosia, en la Sierra de Sotillo.
La etapa se inicia en dirección SE por las cumbres del Puerto de la Escoba (1.822 m) y Laguna (1.851 m) hasta el Refugio Marmolín, en la Vega del Foyo, por la que discurre el arroyo de Marmolín; continúa en dirección NE por La Pedriña (1.795 m) y entre la laguna Pedriña 1.725 m s. n. m. y la laguna de Sotillo 1.585 m s. n. m. se enlaza en dirección E con la ancestral vía pecuaria de Porto a Sotillo o "Cordel Sanabrés", hasta la llegada al Refugio de Odosia. 
Núcleos urbanos que cruza: ninguno.
- 6.ª jornada:

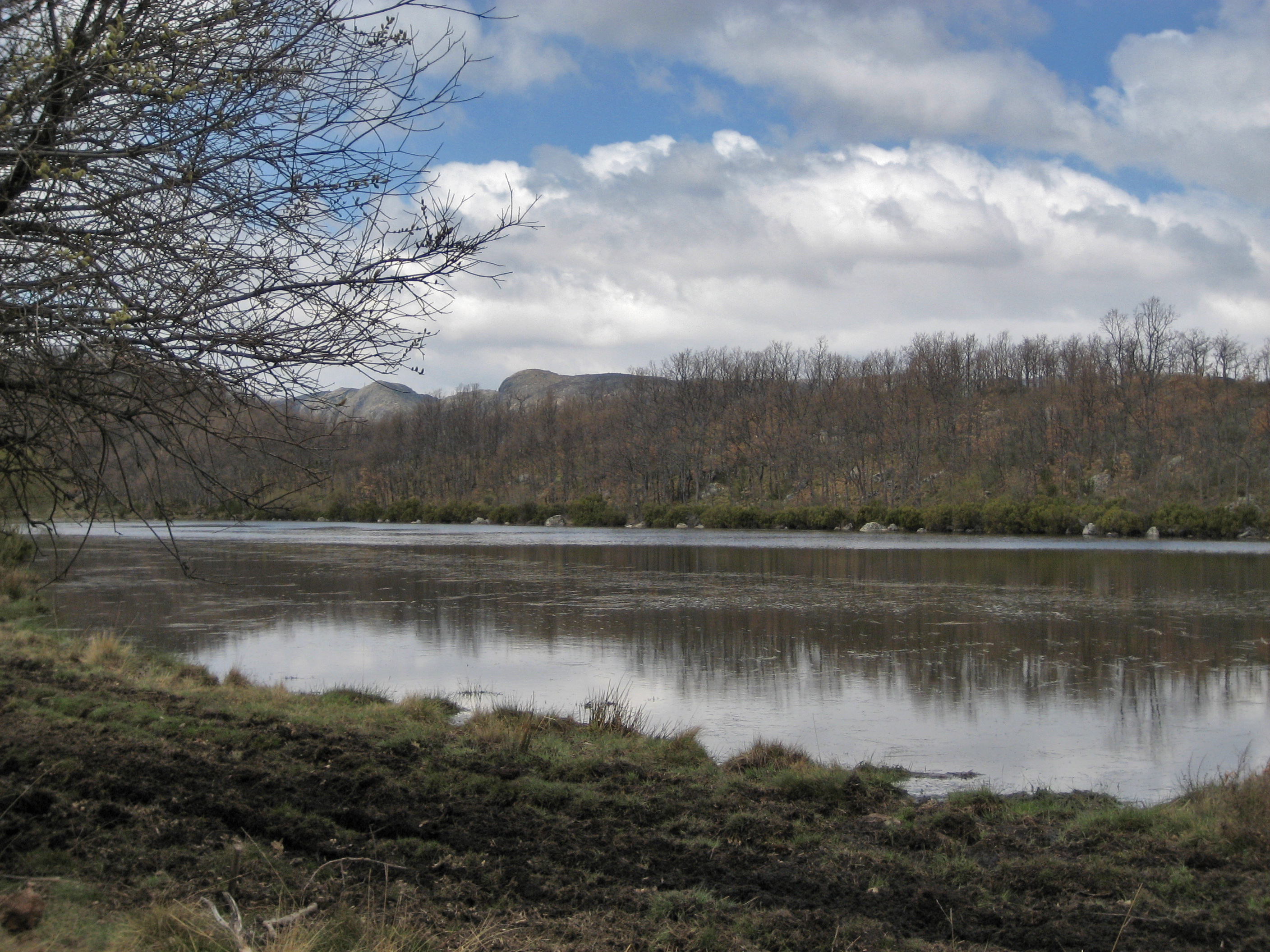
Laguna de Carros

Desde el Refugio de la Odosia hasta la Casa del Parque Rabanillo.
Comienza la etapa en dirección E por la misma vía pecuaria, que, a esta altura, separa los términos municipales de Galende y Cobreros. Se pasa por la orilla sur de la Laguna de Carros, 1.350 m s. n. m., los Llanos de Bubela y, pasado el Pico de Bubela (1.459 m), se abandona la cañada para descender al pueblo de Sotillo de Sanabria y ya, por los caminos tradicionales, siempre en dirección este, se cruzan los pueblos de Limianos, Quintana y Rabanillo hasta llegar a la Casa del Parque.
Núcleos urbanos que cruza: Sotillo de Sanabria, Limianos de Sanabria, Quintana de Sanabria y Rabanillo.

## Refugios
Además de los refugios que estaban en funcionamiento en el Parque, se han rehabilitado otros chozos y refugios de pastores, y así, a lo largo del GR, el senderista dispone de los siguientes: Chozo del Forcadura; Refugio Laguna Yeguas, en la  Majada de Murias; Refugio de Ríopedro, en el valle del río Tera; Refugio Majada Trefacio, en el mismo valle del Tera; Refugio de Vega de Conde, también en el mismo valle; Refugio Rábano, en la sierra de Rábano; Refugio Chozo de Valdespino, en el paraje Valdespino; Chozo de Salgadeiros, en el Alto de la Esquipa; Refugio Laiol, en el paraje de Campo Laiol; Refugio del Marmolín, próximo al nacedero del arroyo de Marmolín; y Refugio La Odosia - Sierra de Sotillo.